# 岩倉具堯
岩倉具堯（いわくら ともたか）は、戦国時代、室町時代後期頃から江戸時代初期の公家。最終官位は正五位下木工頭。村上源氏久我家の分家岩倉家の始祖。

## 経歴
正二位権大納言久我晴通の四男。兄に久我通堅（従二位権大納言）がいる。はじめ相国寺に入り万松院宗尊といったが、のち還俗し、後陽成院、中和門院に近侍した。久我家から分家し、初め桜井と号したが、子具起の代に、京都洛外の岩倉に邸をおいたことに因み、岩倉家と称するようになった。病を得て出家し、蕣庵と号した。明治維新の功臣岩倉具視は子孫にあたる。

## 系譜
- 父：久我晴通
- 母：鴨祝秀顕の娘
- 正室：園基継（正四位上左近衛中将）の娘
  - 長男：岩倉具起（1601-1660）- 従二位権中納言
  - 二男：有清 - 英彦山座主権僧正、二男は愛宕家家祖の愛宕通福
  - 三男：一糸文守（仏頂国師）（1608-1646） - 霊源寺、法常寺開基
  - 四男：千種有能（1615-1687） - 千種家を再興、正二位権大納言
  - 女子：坊城俊完（従二位権大納言）室